# 独臂拳王
《独臂拳王》（英語：One Armed Boxer）是1972年王羽脱离邵氏公司，自导自演的一部影片，该影片主要讲述的是俞天龍为了给师父以及师兄弟报仇，苦练拳法的故事。该作以拳脚功夫、东西方武术为主。

## 劇情簡介
俞天龍因为和当地恶棍发生了纠纷，于是恶棍带领了一些外国格斗家，将俞天龍的师父师兄弟全部杀死，并且俞天龍得一只手也被砍下。
其后，大难不死的他决定报仇，并苦练功夫。而后，练成功夫后的他自然是将黑帮以及和黑帮同流合污的人全部击败。

## 演员表
- 王羽
- 龙飞
- 唐沁
- 杜文波
- 苏真平
- 山茅
- 马骥
- 薛汉
- 蔡弘
- 杜伟和

## 职员表
- 编剧:王羽
- 制片人:邹文怀
- 音乐 :王福龄
- 剪辑:张耀宗、陈洪民
- 其它:周少龙

## 其他
- 该影片在台湾进行拍摄，并且参演人员大部分都是台湾人。

## 相關連結
- 豆瓣电影上《独臂拳王》的資料 （简体中文）
- 互联网电影数据库（IMDb）上《独臂拳王》的资料（英文）